# Orthosaldula
Orthosaldula is een geslacht van wantsen uit de familie van de Saldidae (Oeverwantsen). Het geslacht werd voor het eerst wetenschappelijk beschreven door Gapud in 1986.

## Soorten
Het genus bevat de volgende soorten:

- Orthosaldula flavonigra Zettel & Gapud, 2008
- Orthosaldula rubroalata Gapud, 1986
- Orthosaldula stysi Zettel & Gapud, 2008